# Вера в справедливый мир

Астрея — богиня справедливости в древнегреческой мифологии

Ве́ра в справедли́вый мир (англ. belief in a just world), или гипо́теза справедли́вого ми́ра (англ. just-world hypothesis), или фено́мен справедли́вого ми́ра — когнитивное искажение, сформулированный Мелвином Лернером социально-психологический феномен, выражающийся в вере в то, что мир устроен справедливо и люди в жизни получают то, что заслуживают в соответствии со своими личными качествами и поступками: хорошие люди награждаются, а плохие — наказываются.

## Эксперименты Лернера
В одном из экспериментов участников просили высказать своё мнение о людях, изображённых на фотографиях. Те опрашиваемые, которым дополнительно сообщалось, что эти люди выиграли крупные суммы денег в лотерею, наделяли их более положительными чертами, по сравнению с другими, которым это дополнительное сообщение не делалось.
В другом эксперименте испытуемым демонстрировали видеозапись процесса обучения, отснятую с участием нанятых для этой цели актёров, в процессе которого обучаемых за допущенные ошибки наказывали ударами электрического тока. Оказалось, что просматривающие фильм относились к «ученикам» гораздо хуже, если у тех не было возможности прервать урок и уйти, чем когда такая возможность была, и обучаемый ею воспользовался. Как написал сам Лернер: «…один только вид невинного человека, страдающего без возможности награды или компенсации, мотивирует людей оценивать его ниже, дабы гармонизировать его характер и судьбу…»

## Исследования Рабина и Пеплау
Исследования, проведённые Зиком Рабином и Летицией Энн Пеплау (англ. Letitia Anne Peplau), показали, что люди, верящие в справедливость мира, обычно более религиозны, авторитарны и консервативны и проявляют склонность поклоняться политическим вождям, одобрять существующие социальные институции, смотреть свысока на дискриминируемых, бедных и обездоленных.

## Вера в справедливый мир и обвинение жертвы
Ещё в 1966 году в своей совместной работе с Кэролайн Симмонз (англ. Simmons, C. H.) Лернер предположил, что основой тенденции обвинять жертв в случившихся с ними неприятностях является стремление к справедливости. В этом исследовании учёные наблюдали, что в тех ситуациях, когда окружающие понимают, что могут эффективно скомпенсировать страдания жертвы, они делают это, сочувствуя ей. Но в случае, если было понятно, что жертва продолжит страдать, люди приписывают ей отрицательные черты. Авторы пришли к выводу, что и ободряющая, и неодобрительная реакция в адрес жертвы вытекает из стремления к справедливости. Они предположили, что людям необходима вера в то, что мир, в котором они живут, является справедливым, и люди в нём получают то, что заслуживают.
Продолжающиеся после окончания правонарушения страдания невинной жертвы, которые люди не могут адекватно скомпенсировать, противоречат этой вере и требуют обоснования. Эта вера влияет на то, как люди реагируют на окружающую их справедливость и несправедливость.
Жертвы преступлений или правонарушений часто обвиняются в том, что они своими действиями способствовали совершению противоправных действий против них. Так, например, задавленная насмерть демонстрантка [кто?] была обвинена в том, что она сама виновата в своей беде, так как своими действиями нарушала право водителя на передвижение по дорогам. Изнасилованная пробравшимся в дом незнакомцем женщина была обвинена в том, что она сама была виновата из-за своих плохих манер или что она выбрала неправильное место для проживания.

## Обсуждение и критика
Эта гипотеза вызвала дебаты, а для её проверки был произведён ряд исследований, которые были подытожены в обзорной статье Лернера и Миллера (англ. Dale T. Miller) «Исследования и процесс атрибутирования справедливого мира: взгляд назад и вперёд» 1978 года и книге «Вера в справедливый мир: фундаментальное заблуждение» 1980 года.